# Championnat du Venezuela de football 1981
Navigation
Saison 1980 Saison 1982
La saison 1981 du championnat du Venezuela de football est la vingt-cinquième édition du championnat de première division professionnelle au Venezuela et la soixante-et-unième saison du championnat national.
Le championnat est disputé en trois phases :
- lors de la première, les équipes s'affrontent deux fois, à domicile et à l'extérieur. Les huit premiers du classement à l'issue de cette phase se qualifient pour la phase suivante. Les deux derniers sont relégués et remplacés par les deux meilleurs clubs de Segunda A, la deuxième division vénézuélienne.
- la deuxième phase voit les huit qualifiés répartis en deux poules, où ils s'affrontent deux fois. Les deux premiers de chaque groupe obtiennent leur billet pour la Liguilla.
- la troisième phase est la Liguilla proprement dite, où les quatre qualifiés s'affrontent à nouveau deux fois, à domicile et à l'extérieur. Le club en tête à l'issue de cette phase est déclaré champion et se qualifie pour la Copa Libertadores 1982 en compagnie de son dauphin.

C'est le Deportivo Tachira qui remporte la compétition, après avoir terminé en tête de la Liguilla, avec trois points d'avance sur le tenant du titre, Estudiantes de Mérida et Valencia FC. C'est le deuxième titre de champion du Venezuela de l'histoire du club.

## Les clubs participants
| - Deportivo Portugués - Deportivo Tachira - Deportivo Italia - Portuguesa FC - Atlético Zamora - Falcón FC - Promu de Segunda A | - Deportivo Galicia - Atlético Falcón - Estudiantes de Mérida - Valencia FC - UD Lara - ULA Mérida |

## Compétition
Le barème utilisé pour établir les différents classements est le suivant :
- Victoire : 2 points
- Match nul : 1 point
- Défaite : 0 point

### Première phase
| Rang | Équipe                 | Pts | J  | G  | N  | P  | Bp | Bc | Diff |
| ---- | ---------------------- | --- | -- | -- | -- | -- | -- | -- | ---- |
| 1    | UD Lara                | 32  | 22 | 11 | 10 | 1  | 28 | 11 | +17  |
| 2    | Estudiantes de MéridaT | 32  | 22 | 12 | 8  | 2  | 27 | 11 | +16  |
| 3    | Valencia FC            | 29  | 22 | 12 | 5  | 5  | 24 | 17 | +7   |
| 4    | ULA Mérida             | 28  | 22 | 8  | 12 | 2  | 28 | 13 | +15  |
| 5    | Deportivo Tachira      | 25  | 22 | 9  | 7  | 6  | 22 | 14 | +8   |
| 6    | Deportivo GaliciaC     | 25  | 22 | 7  | 11 | 4  | 28 | 22 | +6   |
| 7    | Atlético Zamora        | 24  | 22 | 6  | 12 | 4  | 24 | 18 | +6   |
| 8    | Portuguesa FC          | 24  | 22 | 8  | 8  | 6  | 24 | 22 | +2   |
| 9    | Deportivo Italia       | 15  | 22 | 6  | 3  | 13 | 21 | 30 | -9   |
| 10   | Deportivo Portugués    | 12  | 22 | 3  | 6  | 13 | 22 | 36 | -14  |
| 11   | Atlético Falcón        | 11  | 22 | 0  | 11 | 11 | 9  | 27 | -18  |
| 12   | Falcón FCP             | 7   | 22 | 2  | 3  | 17 | 12 | 48 | -36  |

|  | Qualification pour la deuxième phase                                              |
|  | Relégation en Segunda A                                                           |
|  | T : Tenant du titre C : Vainqueur de la Coupe du Venezuela P : Promu de Segunda A |

### Deuxième phase
| Rang | Équipe                | Pts | J | G | N | P | Bp | Bc | Diff |
| ---- | --------------------- | --- | - | - | - | - | -- | -- | ---- |
| 1    | Estudiantes de Mérida | 8   | 6 | 3 | 2 | 1 | 11 | 7  | +4   |
| 2    | Portuguesa FC         | 7   | 6 | 2 | 3 | 1 | 5  | 3  | +2   |
| 3    | UD Lara               | 6   | 6 | 2 | 2 | 2 | 10 | 6  | +4   |
| 4    | Atlético Zamora       | 3   | 6 | 0 | 3 | 3 | 3  | 13 | -10  |

| Rang | Équipe            | Pts | J | G | N | P | Bp | Bc | Diff |
| ---- | ----------------- | --- | - | - | - | - | -- | -- | ---- |
| 1    | Deportivo Tachira | 8   | 6 | 3 | 2 | 1 | 5  | 4  | +1   |
| 2    | Valencia FC       | 7   | 5 | 2 | 3 | 0 | 5  | 2  | +3   |
| 3    | ULA Mérida        | 4   | 6 | 1 | 2 | 3 | 2  | 5  | -3   |
| 4    | Deportivo Galicia | 3   | 5 | 1 | 1 | 3 | 3  | 4  | -1   |

- La rencontre entre Valencia FC et le Deportivo Galicia n'a jamais été disputée.

### Liguilla
| Rang | Équipe                | Pts | J | G | N | P | Bp | Bc | Diff |
| ---- | --------------------- | --- | - | - | - | - | -- | -- | ---- |
| 1    | Deportivo Tachira     | 9   | 6 | 4 | 1 | 1 | 8  | 3  | +5   |
| 2    | Estudiantes de Mérida | 6   | 6 | 3 | 0 | 3 | 4  | 4  | 0    |
| 3    | Valencia FC           | 6   | 6 | 2 | 2 | 2 | 5  | 6  | -1   |
| 4    | Portuguesa FC         | 3   | 6 | 1 | 1 | 4 | 2  | 6  | -4   |

|  | Qualification pour la Copa Libertadores 1982               |
|  | T : Tenant du titre C : Vainqueur de la Coupe du Venezuela |

## Bilan de la saison
| Championnat du Venezuela de football 1981 |                              |
| Champion                                  | Deportivo Tachira (2e titre) |
| Coupes et trophées                        |                              |
| Vainqueur de la Coupe du Venezuela 1981   | Deportivo Galicia            |
| Qualifications continentales              |                              |
| Copa Libertadores 1982                    | Deportivo Tachira            |
| Copa Libertadores 1982                    | Estudiantes de Mérida        |
| Promotions et relégations                 |                              |
| Promus en Primera División                | Petroleros del Zulia         |
| Promus en Primera División                | Atlético San Cristóbal       |
| Relégués en Segunda A                     | Falcón FC                    |
| Relégués en Segunda A                     | Atlético Falcón              |